# Aslanbek Fidarow
Aslanbek Edikowitsch Fidarow (* 4. Mai 1973 in Wladikawkas, Sowjetunion, heute Russland; † 8. Dezember 2020 ebenda) war ein ukrainischer Ringer.

## Biografie
Aslanbek Fidarow wurde 1995 Europameister und nahm an den Sommerspielen 1996 in Atlanta teil. Er trat im Bantamgewicht des Freistilringens (s. Gewichtsklassen) an, wo er den 18. Platz belegte.
Nach seiner Karriere als Ringer kehrte er nach Nordossetien-Alanien zurück und leitete den Ausschuss für Jugendpolitik, Fiskultura und Sport der Stadt Wladikawkas.
Fidarow starb am 8. Dezember 2020 im Alter von 47 Jahren während der COVID-19-Pandemie an den Folgen einer SARS-CoV-2-Infektion in seiner Heimatstadt.